# سیمون دیکی
سیمون دیکی (انگلیسی: Simon Dickie; ۳۱ مارس ۱۹۵۱ – ۱۳ دسامبر ۲۰۱۷) قایقران روئینگ اهل نیوزیلند بود.
وی در مسابقات کشوری و بین‌المللی در مجموع برندهٔ ۳ مدال طلا، ۲ مدال برنز شده‌است.